# Гризель, Адольф
Адольф Жюль Гризель (фр. Adolphe Jules Grisel; 9 декабря 1872, V округ Парижа — 13 декабря 1942, Сен-Кантен) — французский легкоатлет-универсал, гимнаст, пловец и регбист. Участник летних Олимпийских игр 1896 года.

## Биография
Адольф Гризель родился 9 декабря 1872 года в Париже.
До 1894 года выступал в соревнованиях за «Аньер», с 1895 года — за парижский «Расинг». Завоевал шесть медалей чемпионата Франции по лёгкой атлетике. Наибольших успехов добился в прыжках в длину, выиграв золото в 1896 году с результатом 6,23 метра, серебро в 1893, 1895 и 1898 годах и бронзу в 1894 году. Также на его счету серебро чемпионата 1895 года в беге на 400 метров с барьерами.
В 1896 году вошёл в состав сборной Франции на летних Олимпийских играх в Афинах. В беге на 100 метров занял последнее, 4-е место в полуфинале. В беге на 400 метров не смог завершить полуфинальный забег. В прыжках в длину и метании диска не попал в четвёрку лучших. Также был заявлен в тройном прыжке и толкании ядра, но не вышел на старт. В гимнастическом турнире выступал в упражнениях на брусьях и не попал в число двух лучших. Был заявлен в плавании вольным стилем на 100, 500 и 1200 метров, но не вышел на старт.
Играл за парижский «Расинг» в регби.
Учился в Париже в Школе изящных искусств. В дальнейшем служил во французской армии, затем работал архитектором в городе Сен-Кантен в департаменте Эна.
Умер 16 декабря 1942 года в Сен-Кантене.